# Vriendenboek

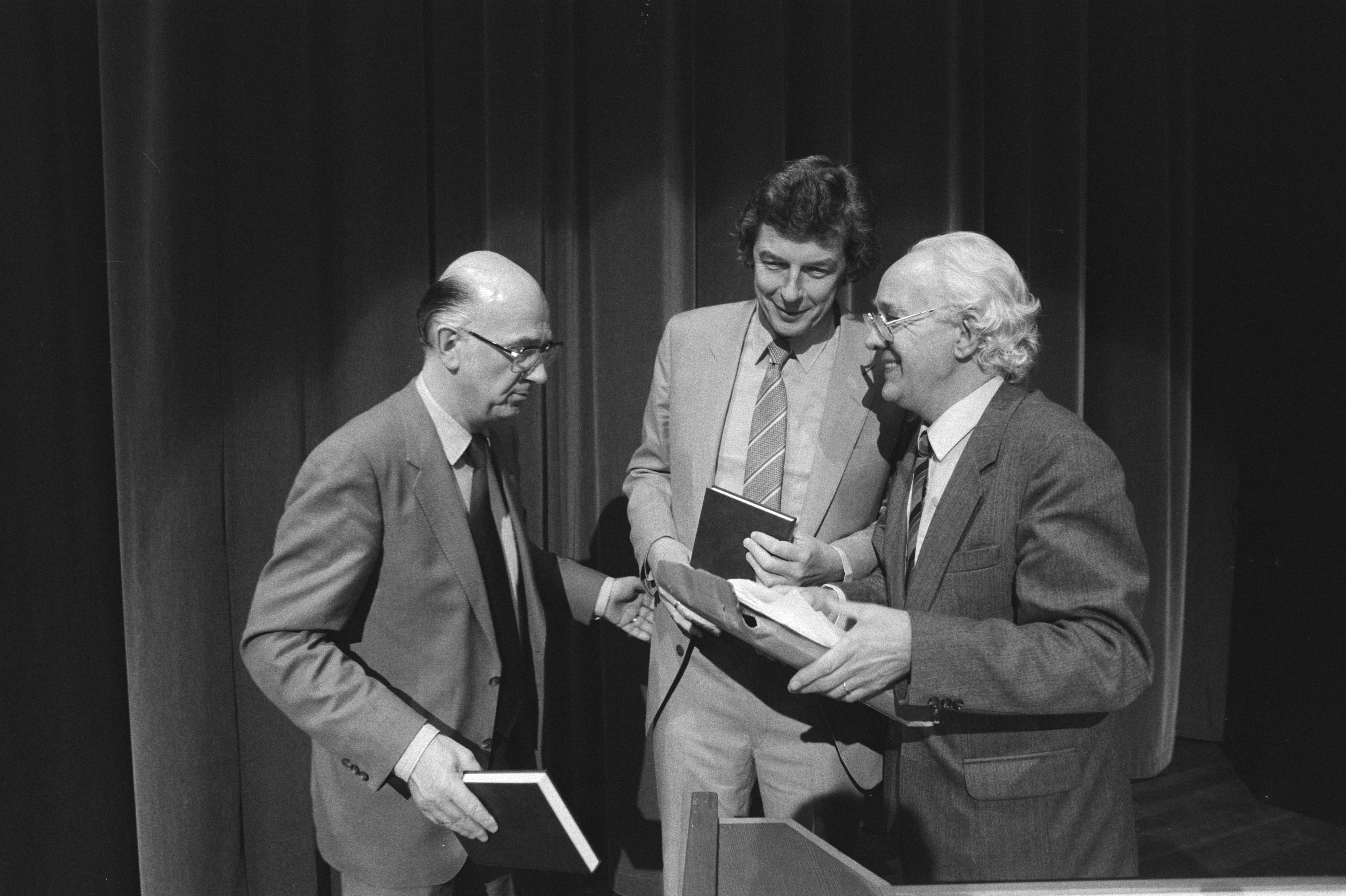
Jan Mertens biedt Wim Kok en Wim Spit (links) een vriendenboek aan.

Een vriendenboek (album amicorum) is een boekje met voorgedrukte bladzijden dat wordt gebruikt om informatie en boodschappen van vrienden, familie en andere naasten in te verzamelen, vergelijkbaar met een poesiealbum. 
Er kan ruimte zijn voor een pasfoto en bijvoorbeeld ook voor een persoonlijke boodschap of tekening. Verder is het de bedoeling dat er persoonlijke gegevens en voorkeuren worden ingevuld, zoals naam, adres, school, hobby's, favoriet dier en favoriet muziekgenre.
Er bestaan ook digitale vormen.